# Gran Premio di Germania 1980
Il Gran Premio di Germania 1980 è stata la nona prova della stagione 1980 del Campionato mondiale di Formula 1. Si è corsa domenica 10 agosto 1980 sul Circuito di Hockenheim. La gara è stata vinta dal francese Jacques Laffite su Ligier-Ford Cosworth; per il vincitore si trattò del quarto successo nel mondiale. Ha preceduto sul traguardo l'argentino Carlos Reutemann e l'australiano Alan Jones, entrambi su Williams-Ford Cosworth.

## Vigilia

### La controversia tra FOCA e FISA
La decisione dei due fornitori di gomme (Goodyear e Michelin) di non addivenire alla richiesta di modificare, per ragioni di sicurezza, il diametro degli pneumatici, spinse la FISA a dichiarare non più valido l'accordo trovato durante il weekend del Gran Premio di Francia, che aveva messo fine a un lungo periodo di incertezza, dovuto al contrasto tra la FISA stessa e la FOCA (l'associazione dei costruttori) in merito alle modifiche da apportare al regolamento tecnico.
La FISA, il 30 luglio, comunicò a tutte le scuderie che sarebbero tornate in vigore tutte le norme già annunciate (e contrastate dalla FOCA), tra cui l'abolizione delle "minigonne", a partire dalla stagione 1981. La FOCA, di cui non facevano più parte Scuderia Ferrari, Renault, Osella e Alfa Romeo, ribatté affermando che la FISA avrebbe dovuto rispettare l'accordo già trovato, anche senza l'appoggio tecnico dei fabbricanti di gomme.
L'associazione dei piloti, la GPDA, tenne una riunione al sabato sera prima del gran premio, al fine di elaborare e proporre una serie di modifiche regolamentari sul problema della sicurezza delle monoposto. I piloti proposero l'abolizione delle minigonne, il miglioramento delle protezioni per i piloti nella parte anteriore delle vetture, l'abolizione dell'effetto suolo con l'apposizione di un fondo piatto e la riduzione del diametro degli pneumatici. Il delegato italiano, presso la commissione F1 della FISA, Enrico Benzing, dette le dimissioni per protestare contro le continue discussioni e compromessi tra FISA e FOCA in merito al miglioramento della sicurezza delle monoposto.

### Sviluppi futuri
Il 15 luglio Jody Scheckter, campione del mondo uscente, e pilota della Scuderia Ferrari, annunciò di voler abbandonare la Formula 1 al termine della stagione. Il sudafricano spiegò che non aveva più motivazioni e che considerava ormai le vetture di Formula 1 troppo pericolose. Affermò inoltre che non aveva interesse a rimanere a capo della GPDA, l'associazione che riuniva i piloti. Quali suoi possibili sostituti vennero indicati i francesi Didier Pironi, pilota della Ligier, e Alain Prost, della McLaren, e qualche giovane pilota italiano come Bruno Giacomelli oppure Michele Alboreto o Mauro Baldi, che però non avevano fatto ancora esperienze in F1.
L'australiano Alan Jones venne confermato dalla Williams anche per la stagione 1981.

### Aspetti tecnici
La Michelin fornì a Renault e Ferrari un nuovo tipo di pneumatici. La Fittipaldi fornì il modello F8 anche a Keke Rosberg. La RAM iniziò a impiegare una Williams FW07B.

### Aspetti sportivi
A fine luglio il Circuito Dino Ferrari di Imola, che avrebbe ospitato il Gran Premio d'Italia fu sede di alcuni test. Prima toccò alle scuderie che montavano gomme Goodyear. Il più rapido risultò Didier Pironi (in 1'36"79), davanti ad Alan Jones e Bruno Giacomelli. La settimana successiva fu il turno delle scuderie che montavano pneumatici della Michelin. Il più rapido fu Arnoux in 1'38"39.
Il 1º agosto, nel corso di prove sul circuito di Hockenheim, morì il pilota francese Patrick Depailler. Il pilota dell'Alfa Romeo perse il controllo della sua vettura presso la Ost-Kurve ad altissima velocità: estratto dai rottami della sua monoposto in gravissime condizioni, decedette nel corso del trasporto in elicottero verso la Clinica Universitaria di Heidelberg. Secondo il comunicato medico Depailler era deceduto per una frattura cranica e per numerose emorragie interne. Sulla pista non vennero trovati segni di frenata. All'esterno della curva, tra la pista e il guardrail, non erano ancora state posate le reti di protezione che avrebbero potuto attutire la velocità della monoposto. Le reti, ancora disposte nei rotoli, erano appoggiate contro il guardrail, pronte per essere fissate per la gara.
L'Alfa decise di non sostituire il francese perciò schierò una sola vettura (la casa milanese affermò di non avere una seconda monoposto pronta e perciò negò di aver contattato Arturo Merzario e Patrick Tambay), anche se Bruno Giacomelli e Vittorio Brambilla vennero lasciati di liberi di decidere se partecipare al gran premio o meno. Depailler, che avrebbe compiuto 36 anni il 9 agosto, il giorno prima del gran premio di Germania, aveva corso 95 gran premi iridati, vincendo in due occasioni, ottenendo una pole position, quattro giri veloci e 141 punti.
La scuderia di casa, l'ATS, schierò una seconda vettura per l'austriaco Harald Ertl che tornava nel circus dopo due stagioni, dai tempi del Gran Premio d'Italia 1978. Non si ripresentò invece la Brands Hatch Racing.
Il Gran Premio, previsto per il 3 agosto, venne posticipato al 10 agosto per evitare la concomitanza con le Olimpiadi di Mosca.

## Qualifiche

### Resoconto
Al sabato le prove ufficiali vennero penalizzate dalla pioggia. Il tempo migliore fu di René Arnoux (in 2'00"15) su Renault, davanti al compagno di scuderia Jean-Pierre Jabouille. Le Ferrari, con la pioggia, ritrovarono competitività col sesto tempo di Gilles Villeneuve e l'ottavo di Jody Scheckter. Finì molto indietro Giacomelli, a oltre diciannove secondi dal tempo di Arnoux, ma sull'Alfa Romeo erano stati montati cerchioni da sedici pollici su pneumatici da 18, cosa che non consentiva una buona aderenza. Al mattino, con pista asciutta, il più rapido era stato Nelson Piquet, che aveva chiuso in 1'47"84, nuovo record del tracciato, a oltre 226 km/h di media.
Al sabato Alan Jones ottenne la pole position, in 1'45"85, alla media di oltre 230 km/h, seconda media più alta nella storia del mondiale di F1, dopo quella ottenuta, sempre da Jones, nel Gran Premio di Gran Bretagna 1979. Jones precedette Jean-Pierre Jabouille, René Arnoux e Carlos Reutemann. Ben nove piloti riuscirono a battere il precedente record della pista. A cinque minuti dalla fine della sessione Jones abbandonò la sua Williams a circa 500 metri dalla linea d'arrivo, per la rottura del radiatore dell'olio. Bernie Ecclestone, patron della Brabham, chiese però una verifica alla direzione di corsa, supponendo che tale arresto fosse in realtà dovuto alla volontà di nascondere qualche irregolarità.

### Risultati
Nella sessione di qualifica si è avuta questa situazione:
| Pos | Nº | Pilota                | Costruttore              | Tempo   | Griglia |
| --- | -- | --------------------- | ------------------------ | ------- | ------- |
| 1   | 27 | Alan Jones            | Williams-Ford Cosworth   | 1'45"85 | 1       |
| 2   | 15 | Jean-Pierre Jabouille | Renault                  | 1'45"89 | 2       |
| 3   | 16 | René Arnoux           | Renault                  | 1'46"00 | 3       |
| 4   | 28 | Carlos Reutemann      | Williams-Ford Cosworth   | 1'46"14 | 4       |
| 5   | 26 | Jacques Laffite       | Ligier-Ford Cosworth     | 1'46"78 | 5       |
| 6   | 5  | Nelson Piquet         | Brabham-Ford Cosworth    | 1'46"90 | 6       |
| 7   | 25 | Didier Pironi         | Ligier-Ford Cosworth     | 1'47"20 | 7       |
| 8   | 21 | Keke Rosberg          | Fittipaldi-Ford Cosworth | 1'47"64 | 8       |
| 9   | 11 | Mario Andretti        | Lotus-Ford Cosworth      | 1'48"45 | 9       |
| 10  | 29 | Riccardo Patrese      | Arrows-Ford Cosworth     | 1'48"58 | 10      |
| 11  | 12 | Elio De Angelis       | Lotus-Ford Cosworth      | 1'48"59 | 11      |
| 12  | 20 | Emerson Fittipaldi    | Fittipaldi-Ford Cosworth | 1'48"70 | 12      |
| 13  | 9  | Marc Surer            | ATS-Ford Cosworth        | 1'48"72 | 13      |
| 14  | 8  | Alain Prost           | McLaren-Ford Cosworth    | 1'48"75 | 14      |
| 15  | 6  | Héctor Rebaque        | Brabham-Ford Cosworth    | 1'48"78 | 15      |
| 16  | 2  | Gilles Villeneuve     | Ferrari                  | 1'48"86 | 16      |
| 17  | 30 | Jochen Mass           | Arrows-Ford Cosworth     | 1'48"93 | 17      |
| 18  | 31 | Eddie Cheever         | Osella-Ford Cosworth     | 1'49"06 | 18      |
| 19  | 23 | Bruno Giacomelli      | Alfa Romeo               | 1'49"11 | 19      |
| 20  | 7  | John Watson           | McLaren-Ford Cosworth    | 1'49"26 | 20      |
| 21  | 1  | Jody Scheckter        | Ferrari                  | 1'49"35 | 21      |
| 22  | 4  | Derek Daly            | Tyrrell-Ford Cosworth    | 1'49"51 | 22      |
| 23  | 3  | Jean-Pierre Jarier    | Tyrrell-Ford Cosworth    | 1'49"52 | 23      |
| 24  | 14 | Jan Lammers           | Ensign-Ford Cosworth     | 1'50"30 | 24      |
| NQ  | 50 | Rupert Keegan         | Williams-Ford Cosworth   | 1'50"75 | NQ      |
| NQ  | 10 | Harald Ertl           | ATS-Ford Cosworth        | 1'53"13 | NQ      |

## Gara

### Resoconto
Poco dopo il via Jean-Pierre Jabouille passò Alan Jones, sfruttando la potenza del motore turbo della sua Renault, sui lunghi rettilinei del tracciato tedesco. Al termine del primo giro, dietro ai due, vi erano René Arnoux, Didier Pironi, Jacques Laffite, Keke Rosberg, Carlos Reutemann e le due Lotus di Mario Andretti ed Elio De Angelis. Partì male Nelson Piquet, che si trovò solo diciannovesimo al primo giro.
Al terzo giro Rosberg cedette il sesto posto a Reutemann, mentre Laffite passò Pironi; più dietro Gilles Villeneuve (partito sedicesimo e già undicesimo al termine della prima tornata) era già salito in ottava posizione, dopo aver passato Emerson Fittipaldi e le due Lotus. Al sesto giro Rosberg, dopo essere precipitato in ultima posizione, si ritirò per la rottura di un cuscinetto. La gara di Villeneuve venne influenzata dai soliti problemi agli pneumatici, che gli fecero perdere un paio di piazze, a vantaggio di Elio De Angelis e di Nelson Piquet che, in pochissimi giri, era passato dal diciannovesimo all'ottavo posto. Al giro 14 il brasiliano passò anche De Angelis e si installò al settimo posto. La zona punti era composta da Jabouille, che comandava davanti a Jones, Arnoux, Laffite, Pironi e Reutemann.
Al giro 18 Pironi si ritirò per un guasto alla trasmissione. Nove giri dopo vi fu il doppio ritiro delle Renault: entrambe le monoposto furono costrette al ritiro per un guasto al motore. Andò così a condurre Alan Jones, davanti a Jacques Laffite, Carlos Reutemann, Nelson Piquet, Elio De Angelis e John Watson. L'unico pilota dell'Alfa Romeo in gara, Bruno Giacomelli, passò prima Mario Andretti al giro 28, e poi anche Watson al giro 34, entrando così in zona punti. Watson perse altre posizioni, fino al ritiro al trentanovesimo giro per la rottura del motore.
Al giro 41 la gomma anteriore destra di Jones si afflosciò, costringendolo anche a fermarsi ai box, in cui perse diciotto secondi per il cambio gomme. Ripartì terzo, dietro a Laffite e Reutemann. In uscita però non si avvide delle bandiere rosse esposte dai commissari per impedirgli di riprendere la pista, a causa del sopraggiungere di altri piloti. Due giri dopo Elio De Angelis, quando era quinto, fu costretto all'abbandono per la rottura di un cuscinetto. Entrò così in zona punti Gilles Villeneuve, che aveva passato Andretti il giro precedente.
Vinse Jacques Laffite, per la quarta volta nel mondiale, secondo fu Carlos Reutemann, terzo Alan Jones. Al termine della gara Jones non si presentò sul podio in protesta contro il presidente della FISA Jean-Marie Balestre per i fatti relativi al Gran Premio di Spagna. Jacques Laffite, giunto primo, non festeggiò, in rispetto del decesso di Patrick Depailler, avvenuto il 1º agosto, sulla stessa pista.

### Risultati
I risultati del gran premio furono i seguenti:
| Pos | Nº | Pilota                | Costruttore              | Giri | Tempo/Ritiro        | Pos. Griglia | Punti |
| --- | -- | --------------------- | ------------------------ | ---- | ------------------- | ------------ | ----- |
| 1   | 26 | Jacques Laffite       | Ligier-Ford Cosworth     | 45   | 1h23'59"73          | 5            | 9     |
| 2   | 28 | Carlos Reutemann      | Williams-Ford Cosworth   | 45   | +3"19               | 4            | 6     |
| 3   | 27 | Alan Jones            | Williams-Ford Cosworth   | 45   | +43"53              | 1            | 4     |
| 4   | 5  | Nelson Piquet         | Brabham-Ford Cosworth    | 45   | +44"48              | 6            | 3     |
| 5   | 23 | Bruno Giacomelli      | Alfa Romeo               | 45   | +1'16"49            | 19           | 2     |
| 6   | 2  | Gilles Villeneuve     | Ferrari                  | 45   | +1'28"72            | 16           | 1     |
| 7   | 11 | Mario Andretti        | Lotus-Ford Cosworth      | 45   | +1'33"01            | 9            |       |
| 8   | 30 | Jochen Mass           | Arrows-Ford Cosworth     | 45   | +1'47"75            | 17           |       |
| 9   | 29 | Riccardo Patrese      | Arrows-Ford Cosworth     | 44   | +1 giro             | 10           |       |
| 10  | 4  | Derek Daly            | Tyrrell-Ford Cosworth    | 44   | +1 giro             | 22           |       |
| 11  | 8  | Alain Prost           | McLaren-Ford Cosworth    | 44   | +1 giro             | 14           |       |
| 12  | 9  | Marc Surer            | ATS-Ford Cosworth        | 44   | +1 giro             | 13           |       |
| 13  | 1  | Jody Scheckter        | Ferrari                  | 44   | +1 giro             | 21           |       |
| 14  | 14 | Jan Lammers           | Ensign-Ford Cosworth     | 44   | +1 giro             | 24           |       |
| 15  | 3  | Jean-Pierre Jarier    | Tyrrell-Ford Cosworth    | 44   | +1 giro             | 23           |       |
| 16  | 12 | Elio De Angelis       | Lotus-Ford Cosworth      | 43   | Cuscinetto di ruota | 11           |       |
| Rit | 7  | John Watson           | McLaren-Ford Cosworth    | 39   | Motore              | 20           |       |
| Rit | 15 | Jean-Pierre Jabouille | Renault                  | 27   | Motore              | 2            |       |
| Rit | 16 | René Arnoux           | Renault                  | 26   | Motore              | 3            |       |
| Rit | 31 | Eddie Cheever         | Osella-Ford Cosworth     | 23   | Cambio              | 18           |       |
| Rit | 25 | Didier Pironi         | Ligier-Ford Cosworth     | 18   | Trasmissione        | 7            |       |
| Rit | 20 | Emerson Fittipaldi    | Fittipaldi-Ford Cosworth | 18   | Freni               | 12           |       |
| Rit | 21 | Keke Rosberg          | Fittipaldi-Ford Cosworth | 8    | Cuscinetto di ruota | 8            |       |
| Rit | 6  | Héctor Rebaque        | Brabham-Ford Cosworth    | 4    | Cambio              | 15           |       |
| NQ  | 50 | Rupert Keegan         | Williams-Ford Cosworth   |      |                     |              |       |
| NQ  | 10 | Harald Ertl           | ATS-Ford Cosworth        |      |                     |              |       |

## Classifiche

### Piloti
| Pos. | Pilota             | Punti |
| ---- | ------------------ | ----- |
| 1    | Alan Jones         | 43    |
| 2    | Nelson Piquet      | 34    |
| 3    | Carlos Reutemann   | 26    |
| 4    | Jacques Laffite    | 25    |
| 5    | René Arnoux        | 23    |
| 6    | Didier Pironi      | 23    |
| 7    | Riccardo Patrese   | 7     |
| 8    | Elio De Angelis    | 6     |
| 9    | Derek Daly         | 6     |
| 10   | Emerson Fittipaldi | 5     |
| 11   | Keke Rosberg       | 4     |
| 12   | Jochen Mass        | 4     |
| 13   | Jean-Pierre Jarier | 4     |
| =    | Bruno Giacomelli   | 4     |
| 15   | Gilles Villeneuve  | 4     |
| =    | Alain Prost        | 4     |
| 17   | John Watson        | 3     |
| 18   | Jody Scheckter     | 2     |

### Costruttori
| Pos. | Team                     | Punti |
| ---- | ------------------------ | ----- |
| 1    | Williams-Ford Cosworth   | 67    |
| 2    | Ligier-Ford Cosworth     | 48    |
| 3    | Brabham-Ford Cosworth    | 34    |
| 4    | Renault                  | 23    |
| 5    | Arrows-Ford Cosworth     | 11    |
| 6    | Tyrrell-Ford Cosworth    | 10    |
| 7    | Fittipaldi-Ford Cosworth | 9     |
| 8    | McLaren-Ford Cosworth    | 7     |
| 9    | Lotus-Ford Cosworth      | 6     |
| 10   | Ferrari                  | 6     |
| 11   | Alfa Romeo               | 4     |

## Decisioni della FISA
Al termine della gara la vettura di Nelson Piquet venne trovata con un peso di un chilo al di sotto del livello minimo consentito. Il pilota non venne squalificato in quanto dimostrò un anomalo consumo di gomme e olio. Anche Alan Jones, giunto terzo, non subì nessuna penalizzazione per essere rientrato in pista, dopo una sosta ai box, con bandiere rosse esposte.